# Elsa Osorio

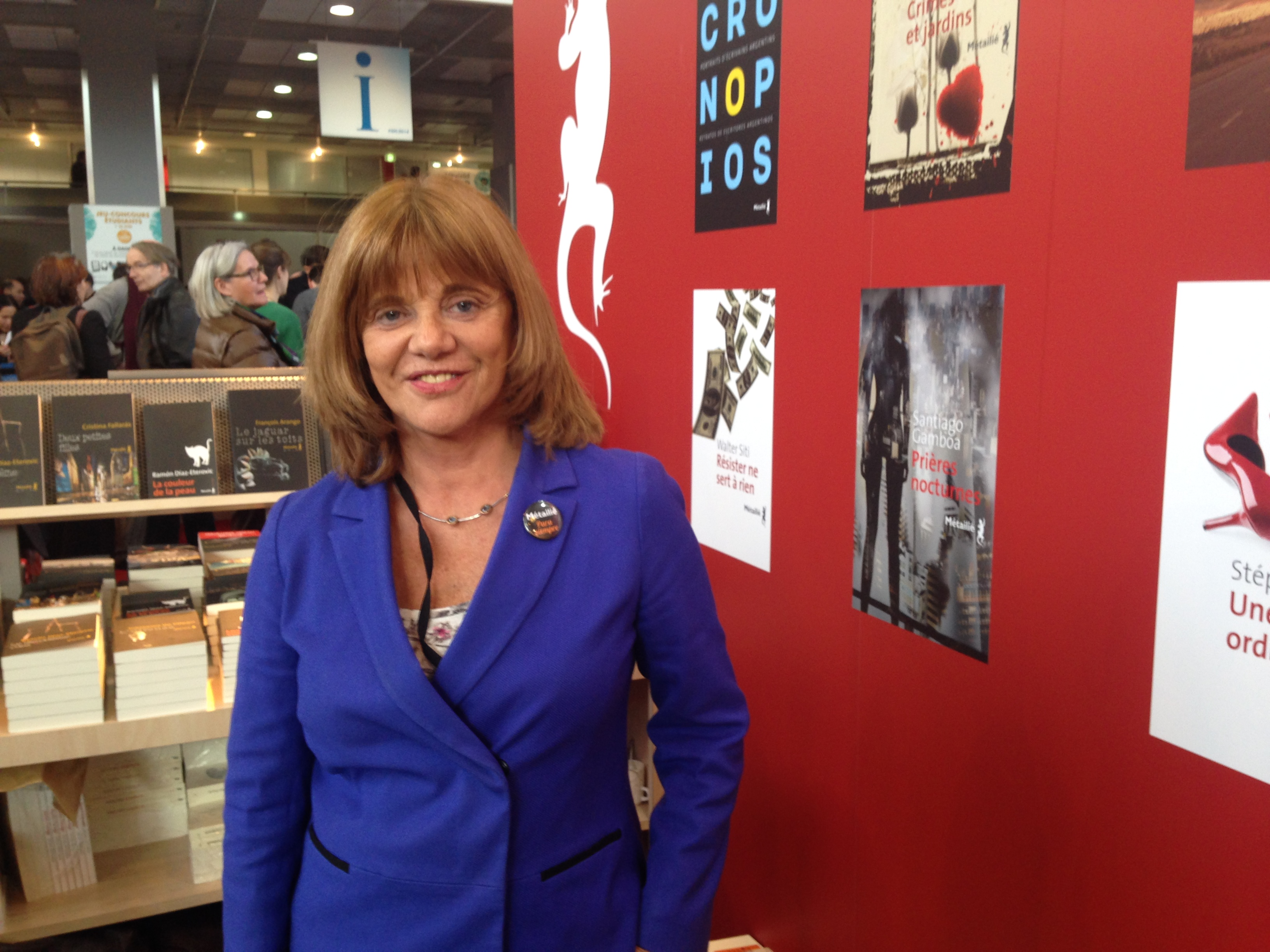
Elsa Osorio, 2014.

Elsa Osorio (Buenos Aires, 1952) is een Argentijns schrijfster, die in haar boeken vaak de moderne Argentijnse geschiedenis gebruikt als thema. Daarnaast is Osorio actief als journaliste, docente en scriptschrijfster voor film en televisie.
Osorio studeerde literatuur aan de Universiteit van Buenos Aires en werd onderwijzeres in dit vak. Haar literaire debuut, de verhalenbundel Ritos Privados, bracht ze in 1982 uit. Voor dit debuut werd haar de Premio Nacional de Literatura Argentina (Nationale Prijs voor Argentijnse Literatuur, de belangrijkste literatuurprijs van Argentinië) uitgereikt. In 1991 volgde Beatriz Guido: Mentir la verdad (Beatriz Guido: De waarheid liegen, een roman over de Argentijnse schrijfster Beatriz Guido), waarop ze in 1994 Las malas lenguas (Kwade tongen, een verzameling politieke en taalkundige essays) publiceerde.
Internationale bekendheid verwierf Osorio met haar zesde werk: A veinte años, Luz uit 1998 (in 2000 uitgebracht in het Nederlands onder de titel Luz. Na twintig jaar, licht). Deze roman won de literatuurprijs van Amnesty International, werd vertaald in meer dan vijftien talen en gepubliceerd in 23 landen. Het vertelt het verhaal over de zoektocht van een jonge Argentijnse vrouw die vermoedt dat ze in 1976 in de gevangenis werd geboren en door de junta bij haar ouders werd weggehaald.
Een ander thema dat vaak in Osorio's werk terugkomt is de Argentijnse tango. In 2006 publiceerde ze Cielo de tango (Tangohemel, in het Nederlands uitgebracht onder de titel Ana) waarin ze deze dans een belangrijke rol geeft verschillende episoden van de recente Argentijnse geschiedenis. Voor dit werk won ze twee Italiaanse literatuurprijzen: de Premio de Bibliotecas en de Premio letterario Giuseppe Acerbi.
In 1994 verliet Osorio Argentinië en vestigde ze zich in Madrid, maar sinds 2006 woont ze weer in Buenos Aires.